# Charles Troufleau
Charles Troufleau, né le 20 juillet 1878 à Clermont dans l'Oise et mort pour la France à Pisoderi, au nord de la Grèce le 27 septembre 1916, est un poète français du XXe siècle. Son nom est inscrit au Panthéon dans la liste des 560 écrivains morts pour la France.

## Biographie
Charles Maurice Troufleau, né le 20 juillet 1878 à Clermont, est le fils d'Étienne Troufleau (-), principal du collège de Clermont et de Juliette Céline Carlin (-).
Après une brillante scolarité à Montpellier, à Beauvais, puis au lycée Lakanal en 1895, il rentre à l'École normale supérieure en 1897, année où il remporte les premiers prix de composition française (prix d'honneur, offert par le Président de la République) et de composition latine du Concours général,. Auditeur régulier de l'École pratique des hautes études, il réussit l'agrégation de lettres en 1900.
Après une année de service militaire au 19e régiment d'infanterie à Brest, il est nommé comme professeur de seconde au lycée d'Angers, en septembre 1901.
Il épouse Emélie Eugénie Hublet le 24 décembre 1903 à Juigné-sur-Loire. À la rentrée scolaire de 1904, il est nommé au lycée de Belfort où exerce pendant 8 ans. Pendant cette période, il travaille beaucoup et publie un Manuel de littérature française de 500 pages en 1907. Il publie ensuite plusieurs recueils de poésie et écrit deux poèmes dramatiques, l'un ayant Sainte Geneviève pour protagoniste et l'autre écrit en grec sur l'aventure d'Amphitryon.
Alors qu'il professeur en première supérieure au lycée de Bordeaux depuis septembre 1912, il est mobilisé comme lieutenant de réserve en août 1914 au 42e régiment d'infanterie à Belfort et participe à sa campagne en Alsace. Promu capitaine en mars 1915, il part avec l'armée d'Orient en octobre 1915 pour participer aux opérations sur le front de Macédoine, en soutien aux Serbes. Il reçoit une première citation : « Au combat de Furka, le 11 décembre 1915, après avoir soutenu l'effort de l'ennemi jusqu'à la retraite de la ligne, s'est retiré avec ordre et discipline, tenant l'ennemi en respect, ramenant à bras d'hommes tous les blessés. Par une marche longue et pénible en pays montagneux, par des sentiers à peine tracés, a pu tromper la vigilance d'un ennemi très supérieur en nombre et accomplir la mission confiée ».
En avril 1916, il est nommé capitaine adjudant-major et commande le 6e bataillon du 242e régiment d'infanterie.
Le 21 septembre 1916, pendant la bataille de Monastir, entre Florina et Pisoderi, il est en première ligne avec son bataillon face à une contre-attaque bulgare. Frappé en pleine poitrine et laissé sans soin, il est dégagé quelques heures plus tard par ses troupes, mais succombe à ses blessures, à l'ambulance alpine n°2 à Pisoderi, le 27 septembre 1916,.
Les citations à l'ordre de l'armée dont il est l'objet en précisent les circonstances : « Officier particulièrement courageux, ayant un absolu mépris du danger. Au cours d'une violente contre-attaque ennemie, a été mortellement blessé au moment où, quittant son poste de commandement, il se portait sur la première ligne pour encourager les hommes par sa présence » et « Était un des rares survivants de cette pléiade d'élèves de l'Ecole normale supérieure , au front depuis le début de la campagne. D'un courage à toute épreuve, d'un mépris absolu du danger. Officier de première valeur. Très grièvement blessé, le 21 septembre 1916, pendant une violente contre-attaque bulgare. Mort à la suite de ses blessures ».
Il est inhumé au cimetière militaire de Bitola (Monastir).

## Distinctions
- Chevalier de la Légion d'honneur à titre posthume[14]
- Officier d'académie, arrêté du 13 juillet 1910[15]
- Croix de guerre 1914–1918, palme de bronze

## Hommages
- Le nom de Charles Troufleau est inscrit au Panthéon dans la liste des 560 écrivains morts pour la France[16].
- Son nom figure sur les plaques commémoratives 1914-1918 du lycée Lakanal à Sceaux, de l'École normale supérieure à Paris et sur le monument aux morts de Bordeaux[13].
- Des poèmes de Charles Troufleau sont dits aux matinées poétiques de la Comédie française, par Maurice Escande en 1924[17], par Maurice Donneaud en 1927[18].
- Un de ses élèves écrit : « J'eus le bonheur d'être son élève pendant un an... Il nous conduisait vers cette légère pensée hellénique qu'il voyait toujours éclose au pays des lignes simples et la vie harmonieuse ; il répugnait à la sentir chargée des commentaires d'une philologie venue du Nord, barbare à ses yeux. Tout, avec lui, retrouvant la mesure antique, devenait ordre et lumière. Il semait ainsi, avec le goût des choses pures, un peu de raison sur sa route, et plus d'une vocation classique s'éveilla sous son influence »[19].
- Une place ou une allée a reçu son nom dans la Forêt des écrivains combattants inaugurée en 1938 dans les Cévennes[20].
- En 2016, les amis du vieux Verneuil-en-Halatte lui rendent hommage à l'occasion d'une conférence[21].
- A l'occasion de la cérémonie du 11 novembre 2016, la ville de Clermont lui rend hommage[22].

## Œuvres principales
- Vers, poésies, 1901
- Ici commence, poésie, 1910
- Entre les murs, 1912
- Manuel de littérature française, 1907[7]

La Lettre, poème inédit qu'il écrit à sa femme le 23 octobre 1914 depuis le front sera souvent lue au cours des commémorations,.
J'aurais voulu t'écrire une lettre très belle,

Une lettre à relire un jour entier tout bas ;

Mais j'ai la tête vide, et la phrase rebelle,

Et les grands mots, vois-tu, je ne les aime pas.

J'aurais voulu t'écrire, avec toute mon âme,

Une lettre très tendre, à lire sans témoins ;

Mais je mets, quand je pense à toi, ma pauvre femme,

Les deux mains sur mon cœur pour qu'il batte un peu moins.

J'aurais voulu t'écrire, et voici que je pleure ;

Je ne saurais aller sans un sourire au feu,

Ni t'écrire sans larme, hélas, tant à cette heure

Notre moindre parole a le son d'un adieu.

J'aurais voulu t'écrire, et que puis-je te dire ?

Que la terre se creuse et rejaillit là-bas,

Que l'air froid du matin gémit et se déchire ?

Tu tremblerais pour moi, qui ne le voudrais pas.

Que te dirais-je encore ? Que la lune et la brume

Sont un toit que mes yeux sont lassés d'admirer,

Que les nuits ont, sans toi, comme un goût d'amertume ?

Tu pleurerais peut-être ; il ne faut pas pleurer...

De quoi donc te parler ? Du mur qui s'ouvre ou tombe,

De ce seuil profané, sans porte et sans gardien,

De ce foyer désert, triste comme une tombe ?

Tu ne sentirais plus la tendresse du tien.

Je n'en parlerai pas ; tu n'auras pas la lettre

Que je rêvais d'écrire en veillant cette nuit ;

Et du reste, à quoi bon écrire et comment mettre

Et ma vie et mon cœur en quatre mots écrits ?

Tu les as tout entiers, à jamais : je me donne

A toi plus que jamais, sur ce sol, en ce jour ;

Mon âme est toute à toi ; mon âme s'abandonne

Plus à toi dans la mort encor que dans l'amour

Car nous sommes tous deux à notre place sainte,

Nous n'avons plus qu'un cœur à tout jamais uni,

Toi, dans l'attente fière et qui n'est pas la crainte,

Moi, dans les fiers combats qui ne sont pas l'oubli.

Nous nous tenons tous deux de près, comme se tiennent

Tout ceux du même rang dans un chemin étroit ;

Tous deux nous écoutons les mêmes pas qui viennent,

Le même grondement qui s'éloigne et décroit...

Et, si l'un s'affaissait dans la boue et la gloire,

L'autre, debout, verrait, avec ses yeux si doux,

De tranchée en tranchée, avancer la Victoire,

Lente, mais immortelle, et calme comme nous.